# Hrabia Wessexu
Hrabia Wessexu (ang. the Earl of Wessex) – brytyjski dziedziczny tytuł arystokratyczny, po raz drugi utworzony w parostwie Zjednoczonego Królestwa dla najmłodszego syna królowej Elżbiety II, księcia Edwarda (w 1999, po jego ślubie).

## Informacje ogólne
- Dodatkowym tytułem hrabiego Wessexu, i jednocześnie tytułem przysługującym jego najstarszemu synowi, jest wicehrabia Severn
- Pałac Buckingham ogłosił, że obecny hrabia Wessexu, książę Edward, otrzyma po śmierci swoich rodziców tytuł księcia Edynburga, który do swojej śmierci nosił jego ojciec

Hrabiowie Wessexu 1. kreacji
Po raz pierwszy tytuł hrabiego Wessexu został nadany przez Kanuta Wielkiego Godwinowi z Kentu, którego synem był Harold Godwison, późniejszy król Harold II. Król zginął w bitwie pod Hastings w roku 1066; tytułu nikt nie odziedziczył.
- ok. 1020–1053: Godwin
- 1053–1066: Harold Godwinson

Hrabiowie Wessexu 2. kreacji (parostwo Zjednoczonego Królestwa)
- 1999: JKW Edward, hrabia Wessexu
- 2023: Jakub Aleksander Filip Theo Mountbatten-Windsor